# José Gabriel Dumón
José Gabriel Dumón (Rauch, Buenos Aires, 13 de diciembre de 1945- Ciudad de Buenos Aires, 29 de abril de 2019) fue un político argentino perteneciente a la Unión Cívica Radical (UCR).

## Biografía
Se graduó como abogado en la Universidad de La Plata. Su primer cargo partidario fue como Secretario General de la Juventud Radical de la provincia de Buenos Aires entre 1970 y 1972.
Entre 1983 y 1984 ocupó una banca como diputado provincial, siendo presidente del bloque de su partido. 
Entre 1984 y 1987 fue director general de Escuelas y Cultura de la Provincia de Buenos Aires.
Durante su gestión ejecutiva en la Dirección General de Escuelas de la Provincia de Buenos Aires (1984-87 Gobernación de Alejandro Armendáriz) se destinó el 25 % del presupuesto provincial a dicha cartera.
Mediante Ley 10.357 se realiza el Congreso Pedagógico de la Provincia de Buenos Aires, para sumar sus aportes al II Congreso Pedagógico Nacional (1984-88, Ley Nacional 23.114), destinado a democratizar las políticas educativas y sumar voces plurales para definir consensos básicos. 
Se reincorporaron a todos los docentes cesanteados por Dec. Ley 8595/76 (El Dec.Ley 8595/76 facultaba al Poder Ejecutivo a dar de baja por razones de seguridad al personal de la administración pública provincial que se encontraban vinculados con "actividades subversivas o disociadoras").
Mediante Ley 10579 se aprobó el Estatuto del Docente Bonaerense con participación de las asociaciones gremiales docentes. 
Desde el ministerio a su cargo, se planteó que la asistencia alimentaria y social en las escuelas era una condición básica para permitir la igualdad de posibilidades entre la población de mayores carencias, para luego asegurar cuantitativa y cualitativamente educación general obligatoria para todos. Se aumentó en un 52% el apoyo alimentario en los comedores escolares, y en un 67 % la merienda reforzada.
Promovió iniciativas fundamentales, como fue incorporar la formación profesional a la educación de adultos, "considerando que el progreso de un país y la movilidad social estaban ligados a la alfabetización y al aprendizaje de un oficio"
Se incorpora a IOMA al personal docente y no docente. 
Se modificó la reglamentación de la ley para incorporar a los docentes con discapacidad. 
Los gremios docentes participan en las reuniones de Cogestión educativa. 
En 1984 la Dirección General de Escuelas inicia la publicación de la Revista de "Educación y Cultura ahora en Democracia", editada por la Dirección de Impresiones del Estado y Boletín Oficial, La Plata. Se trataba de un material de insumo básico que se distribuía gratuitamente, ofreciendo textos académicos, experiencias, difusión de programas y de información actualizada para los docentes de todos los niveles, quienes también eran llamados a presentar trabajos e investigaciones para su publicación.  
Desde marzo de 1985 hasta enero de 1987 se publicó la Revista “Para los chicos” con distribución en todas las escuelas primarias de la provincia, donde había contenido didáctico, participación de los niños y niñas de las escuelas, cuentos, poesías de autores/as argentinos y latinoamericanos, conocimiento del mundo, etc. Editada en papel de diario en la Dirección de Información y Tecnología Educativa. 
Se implementó el Plan de Salud Escolar, en coordinación con el Ministerio de Salud.    
Se crea en el año 1986 la Escuela de Música Popular de Avellaneda (EMPA). Primera institución de carácter oficial de enseñanza musical de nivel terciario que incorpora los géneros musicales de tango, folcklore y jazz. Fue una institución que rompió con la lógica de los conservatorios de música clásica. La EMPA contó en sus inicios con docentes de la talla de Manolo Juárez, Horacio Salgán, Hugo Pierre, Fernando Galmany, Osvaldo Burucuá, Omar Oliveros, Armando Alonso, Tristán Rolando Taboada, Lilian Saba, Daniel Binelli, entre otros
Fue el Propulsor de la Reforma Educativa de la Provincia de Buenos Aires, también de la Creación de la Dirección Provincial de Informática, Ciencia y Técnica y Dirección Provincial de Investigación Educativa, y la Creación del Proyecto de Unidad Cultural Móvil destinado a las localidades del interior bonaerense. [cita requerida]
En 1987 es electo diputado nacional por su provincia con mandato hasta 1991. 
En mayo de 1989 es nombrado ministro de Educación y Justicia por el presidente Raúl Alfonsín, ejerciendo dicho cargo hasta el 9 de julio de 1989, fecha en que Alfonsín entregó el poder anticipadamente al justicialista Carlos Menem.
En 1993 es elegido nuevamente diputado nacional por la provincia de Buenos Aires. En 1997 renueva su banca por otro periodo de cuatro años. Durante ambos mandatos como diputado  integró varias Comisiones Parlamentarias (entre ellas Agricultura y Ganadería, Presupuesto y Hacienda, Educación)  y fue Presidente de la Comisión de Legislación General.[cita requerida]
Durante su presidencia en la Comisión de Legislación General, se formó una subcomisión para el tratamiento del Proyecto de Unificación del Código Civil y Comercial (P.E.-54-99) elaborado por una Comisión de juristas integrada por los Dres. Héctor Alegría, Atilio Alterini, Jorge Alterini, María Josefa Méndez Costa, Julio César Rivera y Horacio Roitman. Se realizaron mesas de trabajo y jornadas abiertas a lo largo de todo el país para la consulta, aportes y contribuciones a dicho proyecto, convocando a las Facultades de Derecho, Academia de Derecho, Colegios de Profesionales y Magistrados, y diferentes actores sociales.
Hacia fines de octubre de 2001 es llamado por el presidente Fernando de la Rúa para hacerse cargo del Ministerio de Trabajo de la Nación en reemplazo de Patricia Bullrich que había sido nombrada al frente de un nuevo Ministerio, denominado de Seguridad Social.
El 21 de diciembre de 2001 deja su cargo luego del estallido social que se produjo en el país entre el 19 y el 20 de dicho mes y que derivó en la renuncia de De la Rúa y posterior salida de todo su gabinete.